# Пудовкино
Пудовкино — село в Саратовском районе Саратовской области России. С апреля 2021 года входит в состав городского округа Саратова.

## Физико-географическая характеристика
Село расположено на юго-западе Саратовского района. Расстояние до административного центра, села Синенькие — 7 км, до областного центра составляет 36 км. С областным центром Пудовкино связан автодорогой с твёрдым покрытием.

### Часовой пояс
село Пудовкино, как и вся Саратовская область, находится в часовой зоне МСК+1. Смещение применяемого времени относительно UTC составляет +4:00.

### Уличная сеть
В селе Пудовкино четыре улицы: Вишнёвая, Садовая, Южная и строительная. К населённому пункту относятся территории семнадцати садовых некоммерческих товарищества.

## Население
| 2002 | 2010 |
| ---- | ---- |
| 157  | ↘143 |

На 1 января 2020 года в селе проживало 148 человек. 
| Национальность       | Численность (чел.) | Процентное соотношение |
| -------------------- | ------------------ | ---------------------- |
| Русские              | 132                | 89,2 %                 |
| Немцы                | 5                  | 3,4 %                  |
| Казахи               | 4                  | 2,7 %                  |
| Другие малочисленные | 7                  | 4,7 %                  |
| Всего                | 148                | 100 %                  |

## Инфраструктура
В настоящее время на территории села осуществляет свою деятельность два предприятия розничной торговли, две насосные станции для подачи воды. Село газифицировано, в 2013 году построен магистральный газопровод Пудовкино — Широкий Буерак, протяжённостью 6,24 километра. 
Примыкает к населённому пункту памятник природы «Пудовкин буерак» выделяется своими геологическими и геоморфологическими особенностями. На склонах буерака и прилегающих оврагов можно ознакомиться с различными породами сеноманского, туронского, коньякского, сантонского, кампанского, маастрихтского веков; присутствует пласт белого писчего мела турон-коньякского возраста. Выделяется несколько мощных фосфоритовых горизонтов. Объект находится в 1500 метрах к западу от правого берега реки Волги.
В окрестностях села ежегодно проводится кемпинговое мероприятие для школьников кросс-поход «В кругу друзей».

## Известные уроженцы
- Некрасов, Александр Степанович (1925—1944) — Герой Советского Союза, командир орудия артиллерийского полка.